# Jonathan Chase
Jonathan Shane Greenfield, bardziej znany jako Jonathan Chase (ur. 26 października 1979 w Plantation) – amerykański aktor.

## Życiorys

### Wczesne lata
Urodził się w Plantation w hrabstwie Broward na Florydzie w rodzinie żydowskiej. Po ukończeniu Spanish River High School w Boca Raton, studiował na University of Florida. Umiejętności aktorskie zdobywał w szeregach nowojorskiego stowarzyszenia Upright Citizens Brigade.

### Kariera
Jako aktor debiutował na małym ekranie gościnną rolą w komediowym serialu FOX Oliver i przyjaciele (Oliver Beene, 2004). Po występie jako Brick Fields w wydanej na rynek DVD krótkometrażowej komedii The Baker's Dozen (2005) i kinowej komedii grozy The Gingerdead Man (2005), zdobył rolę Jaroda − mało rozgarniętego nastoletniego geja, pasjonata treningów siłowych, w komedii Kolejny gejowski film (Another Gay Movie, 2006), parodiującej światowy przebój American Pie (1999). Choć postać Jaroda przyniosła mu sławę i rozgłos, Chase najbardziej stał się znany z wykreowanej przez siebie w piątym sezonie sitcomu UPN One on One roli Casha Bagena. 
Pojawił się także w serialach Weronika Mars (Veronica Mars, 2007) i Detektyw Monk (Monk, 2004-2008), a w telewizyjnym filmie akcji Krwawy ring (Ring of Death, 2008) zagrał postać skazanego na więzienie bezbronnego młodzieńca Lancera u boku Johnny'ego Messnera. Wystąpił jako agent w garniturze w dreszczowcu D.J. Caruso Eagle Eye (2008), gdzie w obsadzie znaleźli się: Shia LaBeouf, Michelle Monaghan, Rosario Dawson, Michael Chiklis, Anthony Mackie i Billy Bob Thornton.

## Wybrana filmografia

### Filmy fabularne
- 2005: The Baker's Dozen jako Brick Fields
- 2005: The Gingerdead Man jako Brick Fields
- 2006: Kolejny gejowski film (Another Gay Movie) jako Jarod
- 2007: Revenge jako Peter
- 2007: 7eventy 5ive jako Brandon O'Connell
- 2008: Krwawy ring (Ring of Death) jako Lancer
- 2008: Eagle Eye jako agent w garniturze
- 2008: Superhero (Superhero Movie) jako obserwator
- 2008: Backwoods jako Tom
- 2009: Always and Forever jako James
- 2009: Wszystko o Stevenie (All About Steve) jako Dave
- 2009: Gamer jako lider "frajerów"

- 2010: Audrey jako Gene

### Seriale TV
- 2004: Oliver i przyjaciele (Oliver Beene) jako Chad
- 2004-2008: Detektyw Monk (Monk) jako "żywa statua"/chłopak z college'u
- 2005: Medium jako kowboj
- 2005-2006: One on One jako Cash Bagen
- 2007: Weronika Mars (Veronica Mars) jako Josh Barry
- 2007: On the Lot jako aktor
- 2008: Nieustraszony (Knight Rider) jako Kevin
- 2008: Eli Stone jako Will Sonneborn
- 2009: Uczciwy przekręt (Leverage) jako Randy Retzing
- 2009: CSI: Kryminalne zagadki Nowego Jorku (CSI: NY) jako Brian Hamilton
- 2010: Svetlana jako Sierżant Stokley
- 2011: CSI: Kryminalne zagadki Las Vegas (CSI: Crime Scene Investigation) jako Jeff
- 2011: Obrońcy (The Defenders) jako EMT Jason
- 2011: Chemistry jako Michael Strathmore
- 2012: Mentalista (The Mentalist) jako Sandy Bauer
- 2013: Victoria znaczy zwycięstwo (Victorious) jako Dave
- 2013: Taniec rządzi (Shake It Up) jako Phil
- 2013-2016: Love Thy Neighbor jako Sam Parker
- 2014: Kości (Bones) jako Ken Starkel/Broccoli
- 2014: Agenci NCIS: Los Angeles (NCIS: Los Angeles) jako Kevin Turner
- 2015: Dwie spłukane dziewczyny (2 Broke Girls) jako Josh